# 波亚克 (热尔省)
波亚克（法語：Pauilhac，法語發音：[pojak]）是法国热尔省的一个市镇，位于该省北部偏东，属于孔东区，也是热尔洛马涅市镇公共社区的一部分。该市镇总面积25.27平方公里，2015年时的人口为645人。

## 交通
热尔省省道D123线和D166线在波拉克镇中心交汇，另有法国国道N21线从境内东北部过境。

## 人口
波亚克人口变化图示